# 1 (عدد)
1 - ۱ (واحد) هو عدد صحيح. يلي العدد 0 ويسبق العدد 2 وهو عدد طبيعي موجب.

## في الرياضيات
خواص العدد 1 (العبارات الرياضية التالية صحيحية حيث {\displaystyle x\,} هو عدد مركب) :
- الضرب: {\displaystyle 1.x=x.1=x\,} (وتسمى هذه الخاصية العنصر المحايد للضرب )
- القسمة:{\displaystyle {\frac {x}{1}}=x\,}
- الأسس:
  - {\displaystyle x^{1}=x\,}
  - {\displaystyle 1^{x}=1\,}
    -       - {\displaystyle x^{0}=1\,}
- لا يعد من الأعداد الأولية

### جدول الحسابات الأساسية
| الضرب                     | 1 | 2 | 3 | 4 | 5 | 6 | 7 | 8 | 9 | 10 |  | 11 | 12 | 13 | 14 | 15 | 16 | 17 | 18 | 19 | 20 |  | 21 | 22 | 23 | 24 | 25 |  | 50 | 100 | 1000 |
| ------------------------- | - | - | - | - | - | - | - | - | - | -- |  | -- | -- | -- | -- | -- | -- | -- | -- | -- | -- |  | -- | -- | -- | -- | -- |  | -- | --- | ---- |
| {\displaystyle 1\times x} | 1 | 2 | 3 | 4 | 5 | 6 | 7 | 8 | 9 | 10 |  | 11 | 12 | 13 | 14 | 15 | 16 | 17 | 18 | 19 | 20 |  | 21 | 22 | 23 | 24 | 25 |  | 50 | 100 | 1000 |

| القسمة                  | 1 | 2   | 3                                 | 4    | 5   | 6                                  | 7                                      | 8     | 9                                 | 10  |  | 11                                               | 12                                  | 13                                     | 14                                      | 15                                 |
| ----------------------- | - | --- | --------------------------------- | ---- | --- | ---------------------------------- | -------------------------------------- | ----- | --------------------------------- | --- |  | ------------------------------------------------ | ----------------------------------- | -------------------------------------- | --------------------------------------- | ---------------------------------- |
| {\displaystyle 1\div x} | 1 | 0.5 | {\displaystyle 0.{\overline {3}}} | 0.25 | 0.2 | {\displaystyle 0.1{\overline {6}}} | {\displaystyle 0.{\overline {142857}}} | 0.125 | {\displaystyle 0.{\overline {1}}} | 0.1 |  | {\displaystyle 0.{\overline {0}}{\overline {9}}} | {\displaystyle 0.08{\overline {3}}} | {\displaystyle 0.{\overline {076923}}} | {\displaystyle 0.0{\overline {714285}}} | {\displaystyle 0.0{\overline {6}}} |
| {\displaystyle x\div 1} | 1 | 2   | 3                                 | 4    | 5   | 6                                  | 7                                      | 8     | 9                                 | 10  |  | 11                                               | 12                                  | 13                                     | 14                                      | 15                                 |

| الأسس                   | 1 | 2 | 3 | 4 | 5 | 6 | 7 | 8 | 9 | 10 |  | 11 | 12 | 13 | 14 | 15 | 16 | 17 | 18 | 19 | 20 |
| ----------------------- | - | - | - | - | - | - | - | - | - | -- |  | -- | -- | -- | -- | -- | -- | -- | -- | -- | -- |
| {\displaystyle 1^{x}\,} | 1 | 1 | 1 | 1 | 1 | 1 | 1 | 1 | 1 | 1  |  | 1  | 1  | 1  | 1  | 1  | 1  | 1  | 1  | 1  | 1  |
| {\displaystyle x^{1}\,} | 1 | 2 | 3 | 4 | 5 | 6 | 7 | 8 | 9 | 10 |  | 11 | 12 | 13 | 14 | 15 | 16 | 17 | 18 | 19 | 20 |

## دلالات العدد واحد في اللغة العربية
- واحد: ( اسم )

1. الجمع منه: واحِدون وأُحْدان ووُحْدَان
2. صفة مشبَّهة تدلّ على الثبوت من وحُدَ.
3. الوَاحِدُ: أَوَّلُ عدد الحساب؛ وقد يُثَّنى.
4. الوَاحِدُ: فرد من أفراد الشَّيء أو القوم وغير ذلك، جزء من الشَّيء.
5. الوَاحِدُ: من صفات الله تعالى، معناه أَنَّه لا ثانيَ له، ذو الوَحدانية والتوحُّد.
6. بالحرف الواحد: حرفيًّا، دون تغيير.
7. بضربة واحدة: بسرعة.
8. شربه دفعة واحدة: في جرعة واحدة.
9. صفّ واحد: صفّ من أشخاص أو حيوانات تتحرَّك الواحد خلف الآخر.
10. على طريق واحدة: على نمط ثابت.
11. لا واحد له: لا نظير له ولا شبيه.
12. هو واحدُ قومه: المتقدّم بينهم في العلم أو الفضيلة أو نحوهما، لا نظير له.
13. واحدًا واحدًا: بالتتالي.
14. واحدة بواحدة: شيئًا بشيء.
15. يد واحدة: مجتمعون، متَّفقون، متعاونون.

- واحِد هو اسم فاعل من وَحُدَ.
- وَحُدَ: (فعل): وحُدَ يوحُد، وَحادَةً ووُحودةً، فهو واحِد ووحيد، وحُد الشَّخصُ : بقِي مُفردًا.

## اقرأ أيضًا
- الواحد (أسماء الله الحسنى)
- -1 (عدد)
- دائرة وحدة
- 0.999...